# Universidade do Pacífico Sul
A Universidade do Pacífico Sul (também conhecida pelo acrônimo USP, do inglês University of South Pacific) é uma universidade pública, com diversos campi espalhados por doze países da Oceania. É um centro internacional de ensino e pesquisa sobre a cultura e meio-ambiente do Oceano Pacífico.

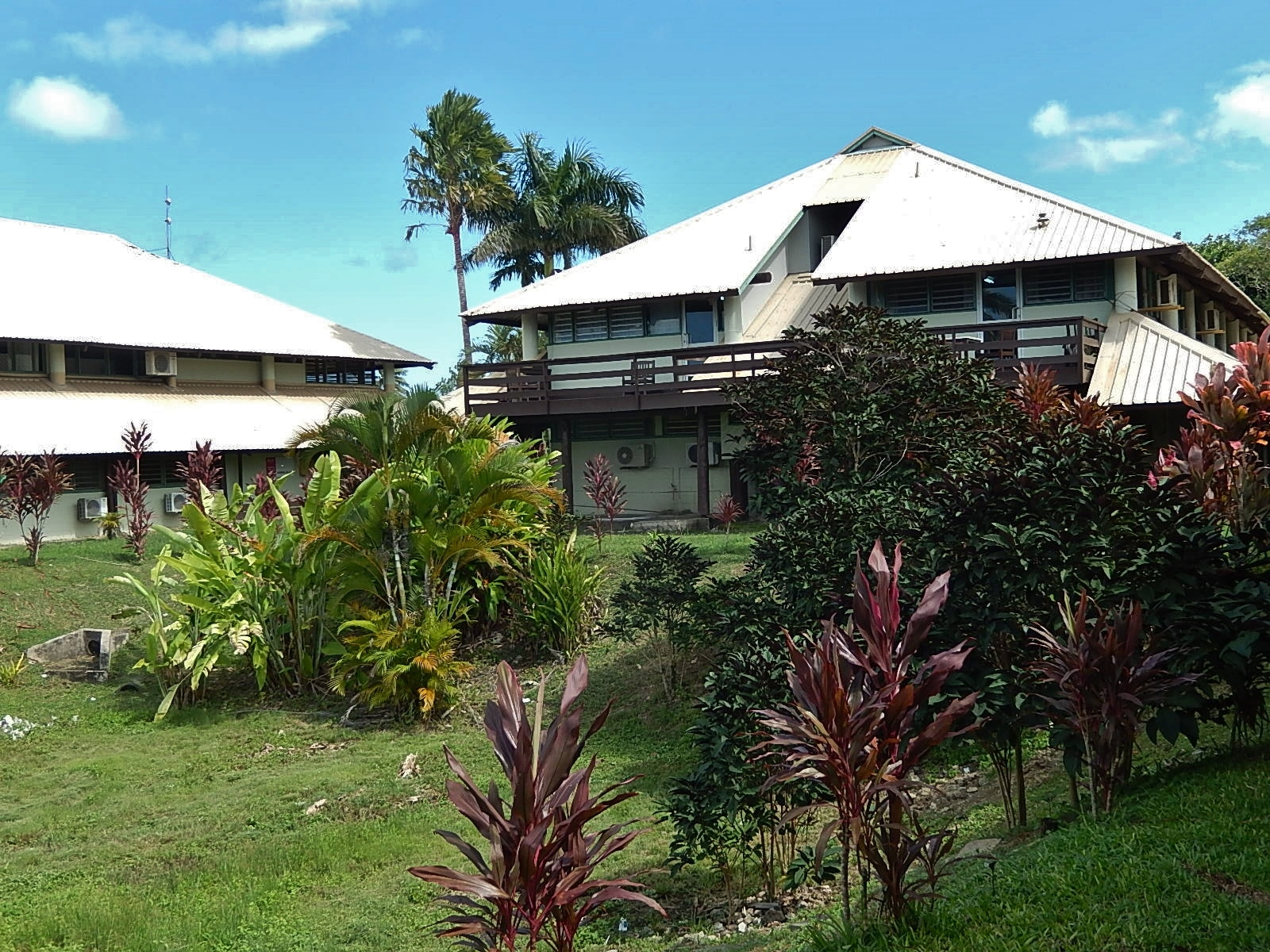
Campus em Suva, Fiji
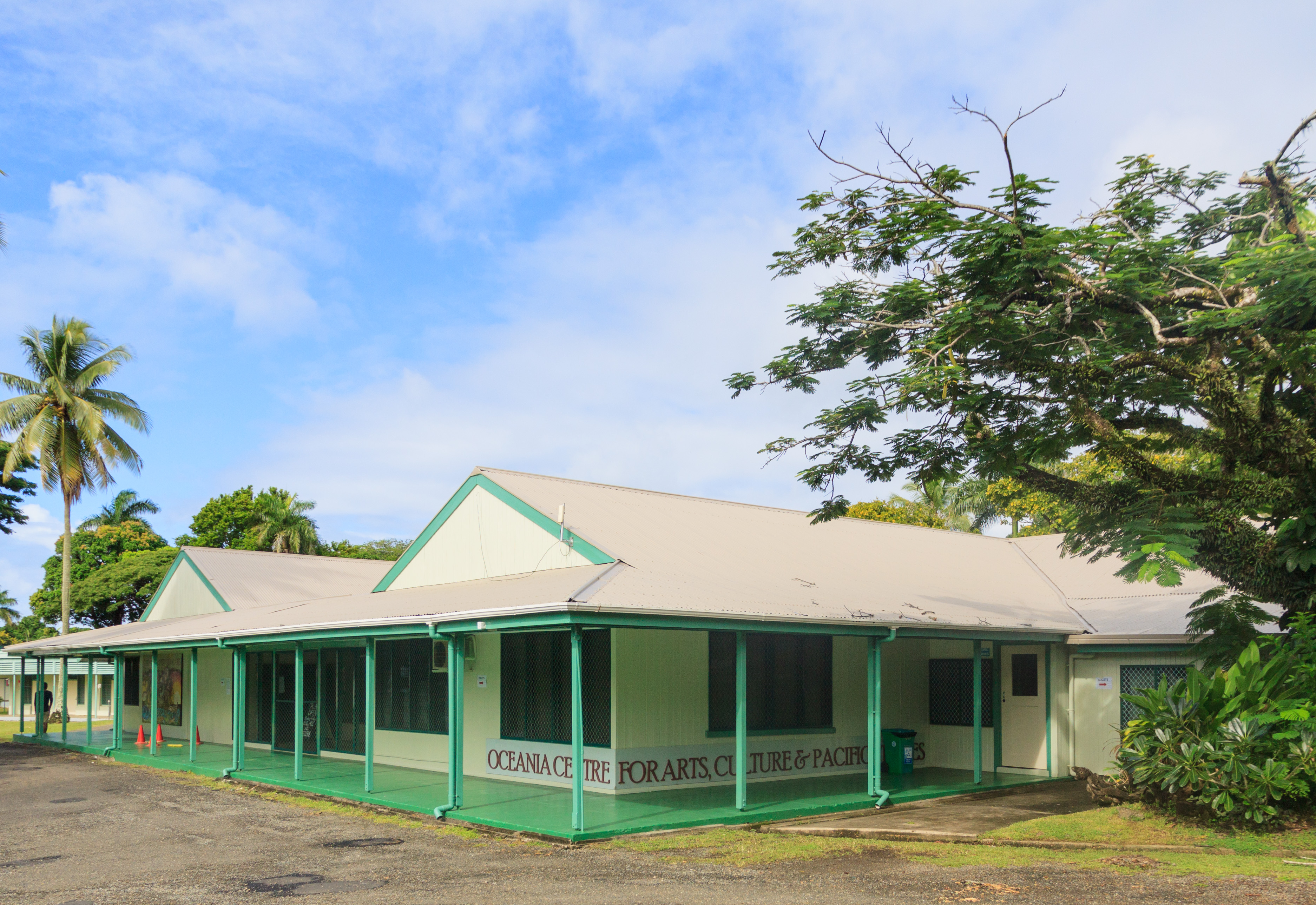
Campus em Suva, Fiji
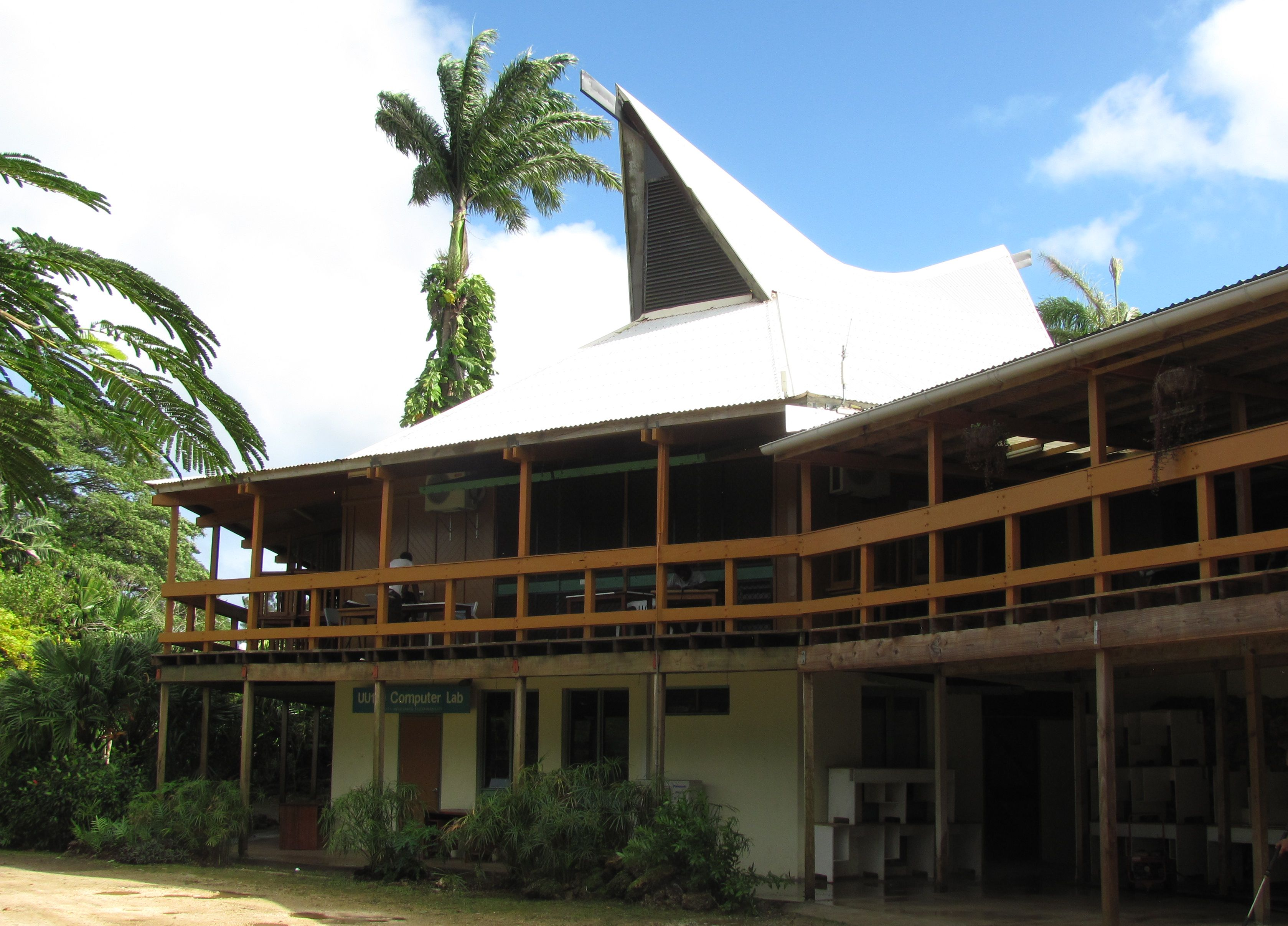
Campus em Port Vila, Vanuatu (2013)
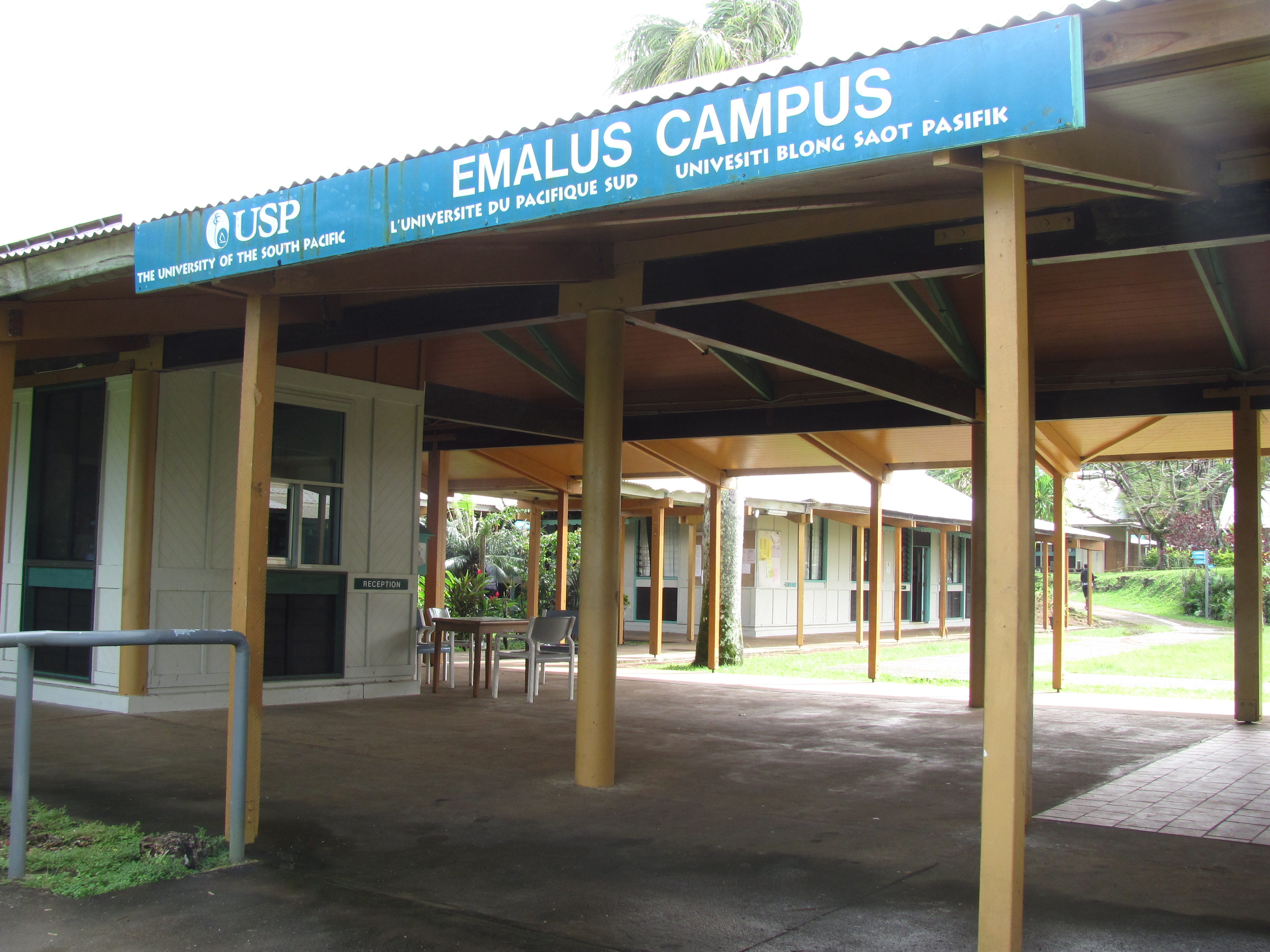
Campus em Port Vila, Vanuatu (2013)
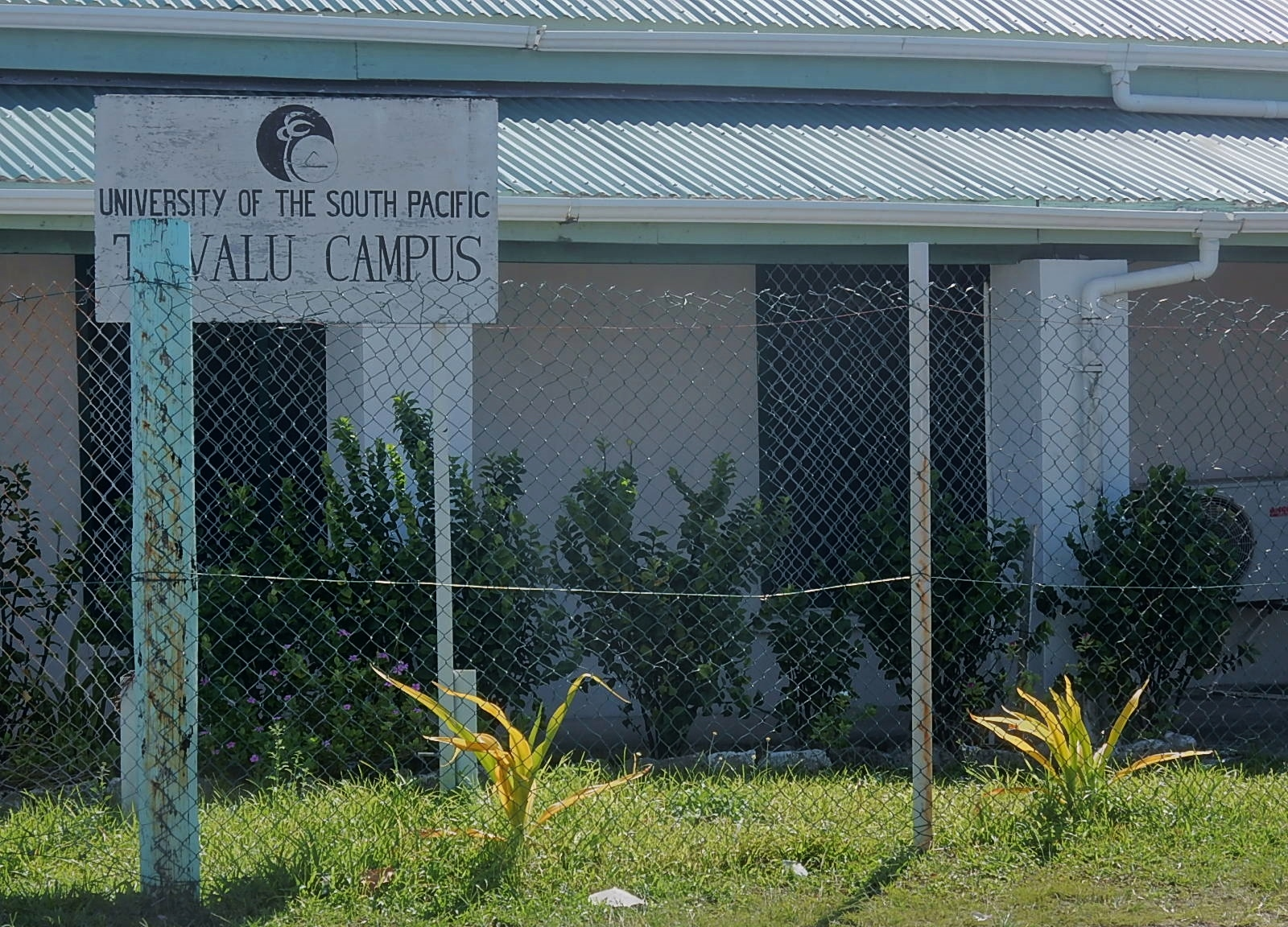
Campus Tuvalu em Funafuti
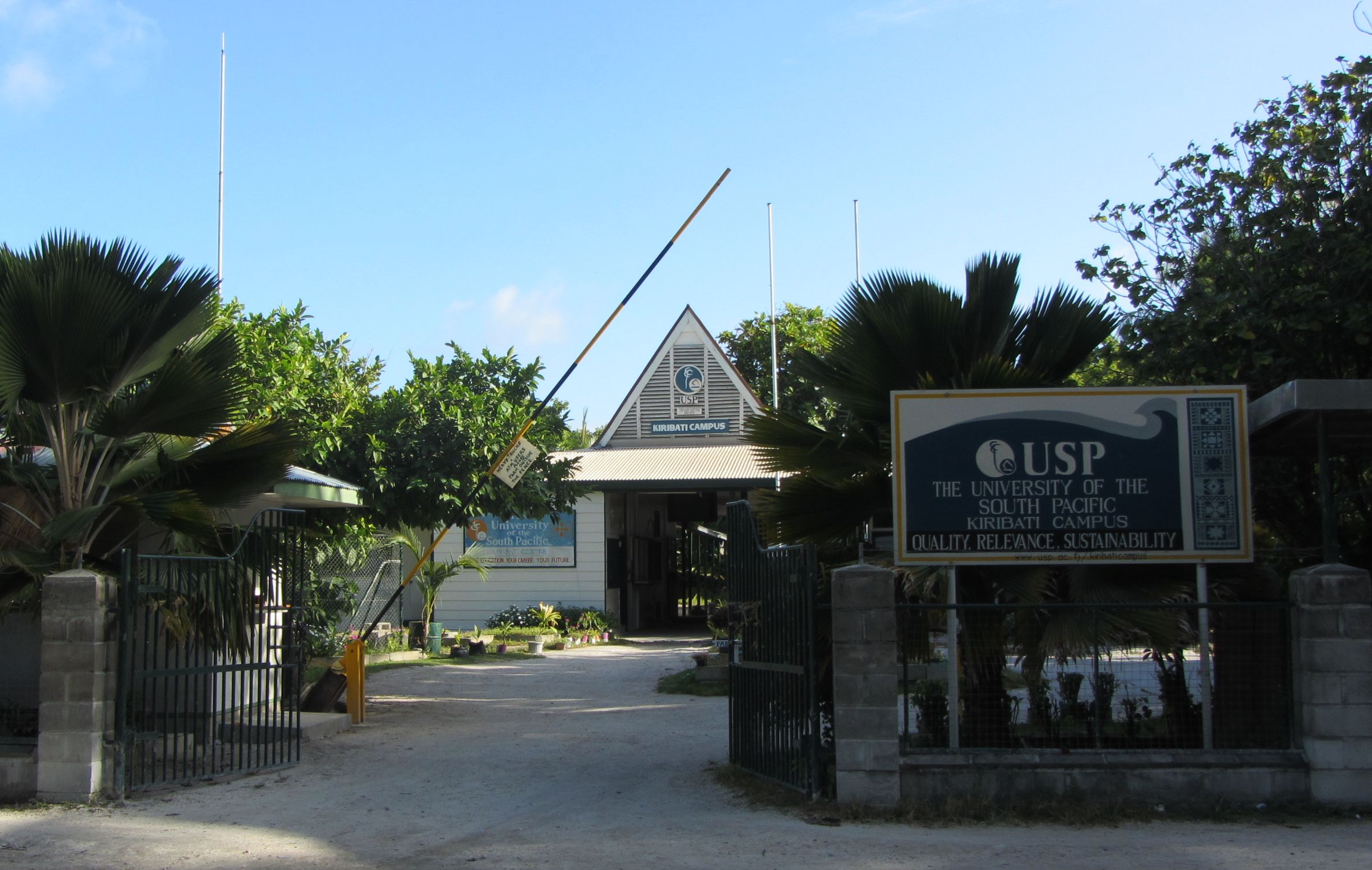
Campus Kiribati
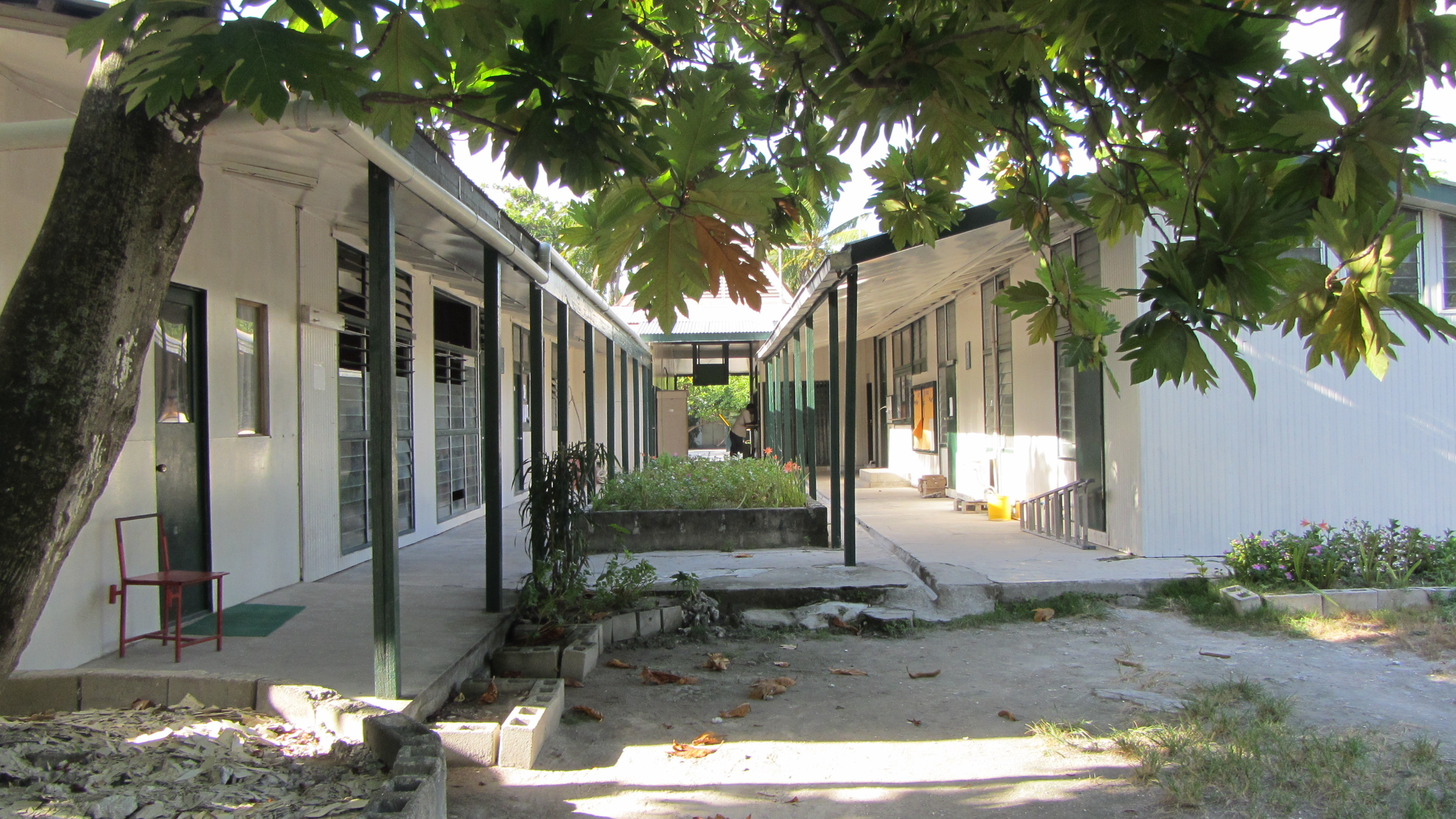
Campus Kiribati
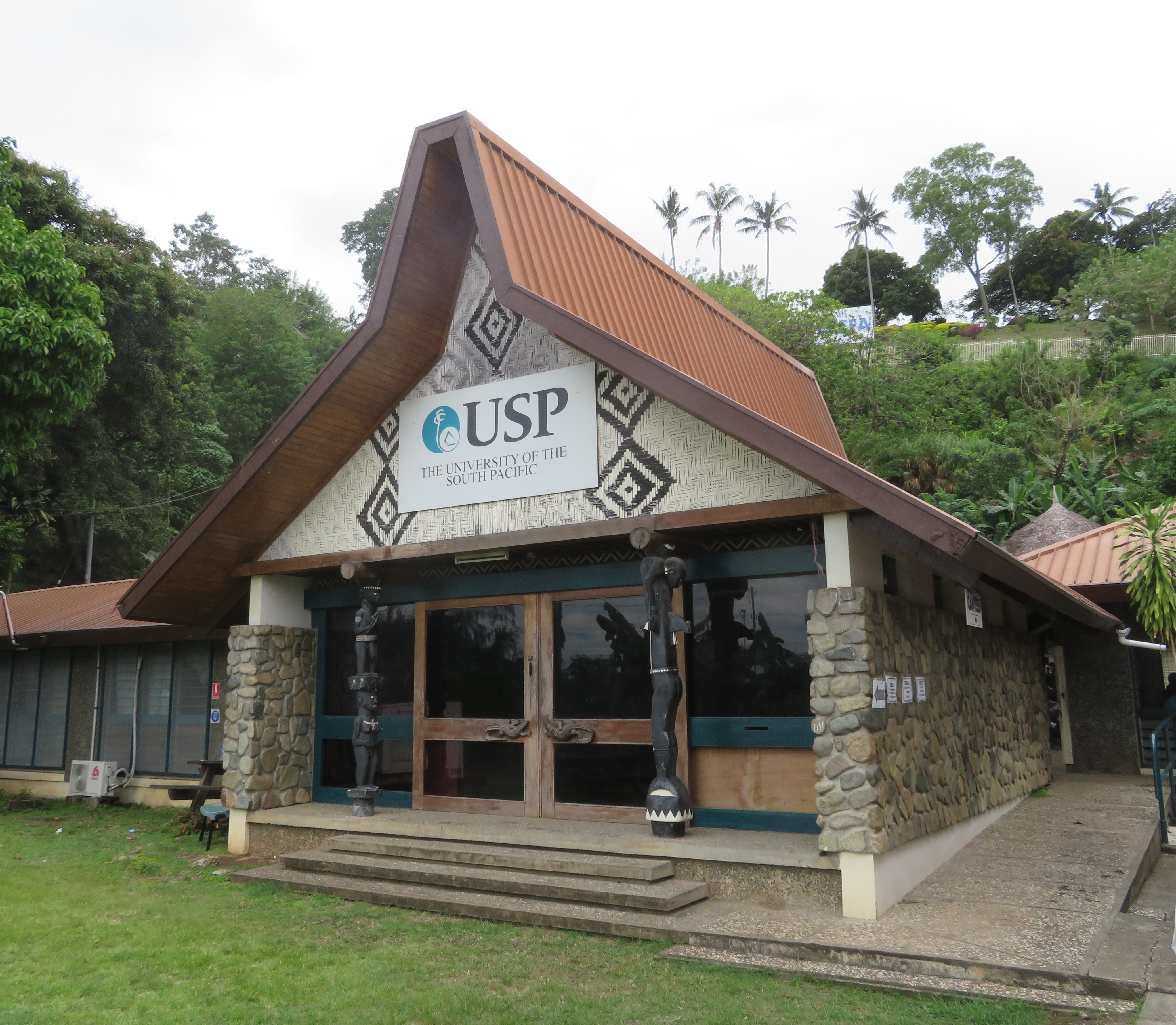
Campus em Honiara, Ilhas Salomão (2019)
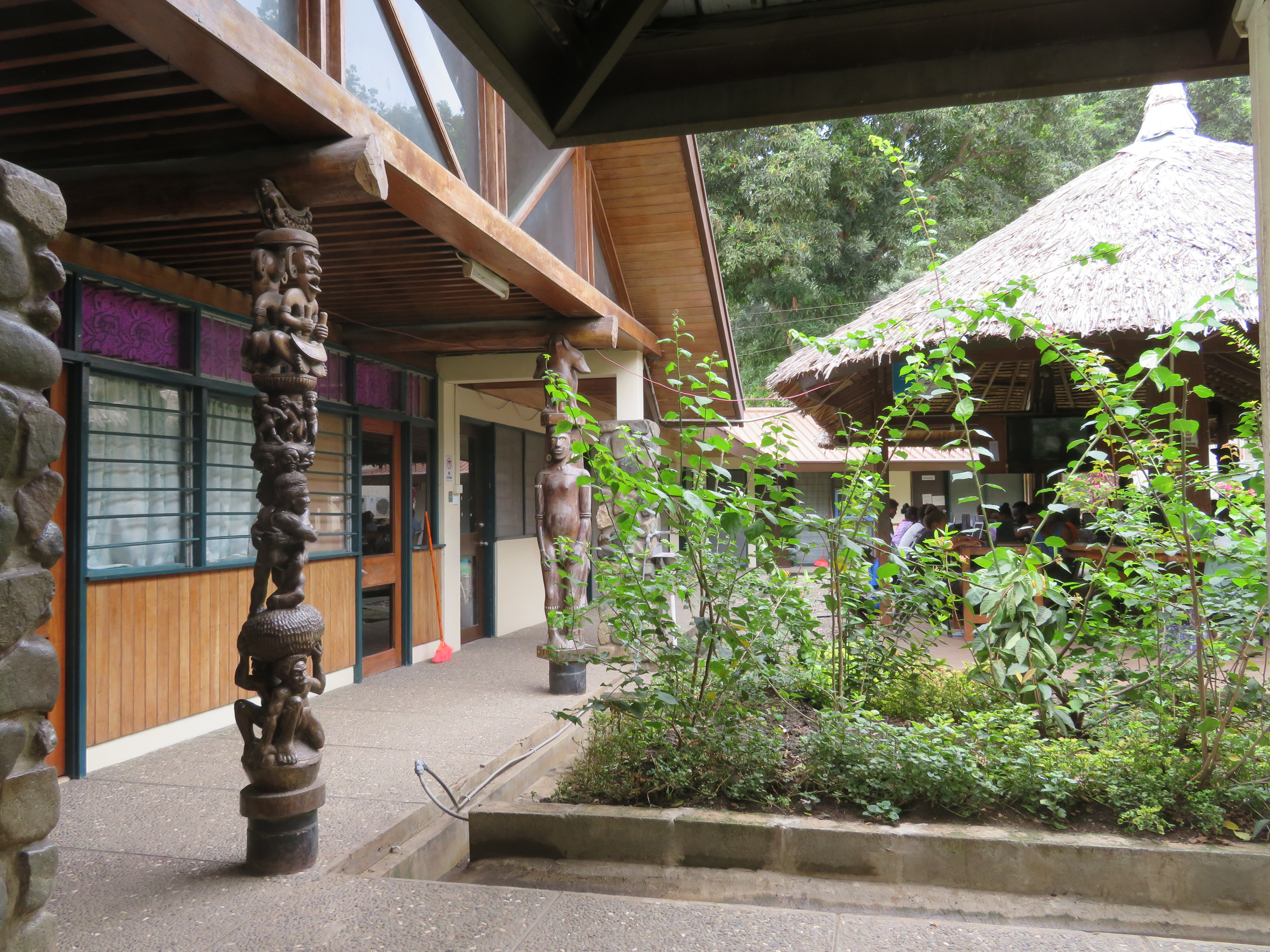
Campus em Honiara, Ilhas Salomão (2019)